# Rudi Požeg Vancaš
Rudi Požeg Vancaš (sinh 15 tháng 3 năm 1994) là một tiền vệ bóng đá Slovenia thi đấu cho Celje ở Slovenian PrvaLiga.